# Ella Rae Rappaport
Ella Rae Rappaport (* 17. Januar 2003) ist eine schwedische Schauspielerin.

## Leben und Karriere
Rappaport wurde am 17. Januar 2003 geboren. Sie besuchte das Södra Latins Gymnasium. Ihr Debüt gab sie in Barna Hedenhös uppfinner julen. Anschließend spielte sie 2018 in dem Film Ensamma i rymden die Hauptrolle. 2019 wurde sie für die Serie Limboland gecastet. Außerdem trat sie 2022 in Lust auf. Unter anderem belegte Rappaport 2025 in der Serie Lita på mig eine der Hauptrollen. Im selben Jahr wird sie in dem Film Egghead Republic zu sehen sein.

## Filmografie
Filme
- 2018: Ensamma i rymden

Serien
- 2013: Barna Hedenhös uppfinner julen
- 2019: Limboland
- 2022: Lust
- 2025: Lita på mig